# Allantosomatidae
Famille
Les Allantosomatidae sont une famille de Ciliés de la classe des Kinetofragminophora et de l’ordre des Suctorida.

## Étymologie
Le nom de la famille vient du genre type Allantosoma, composé du préfixe grec allant-, « saucisse, boyau », et σώμα / soma, « corps », littéralement « corps en forme de saucisse ».

## Description
Les membres du genre Allantosoma sont des ciliés parasites des intestins des chevaux ; leur stade « trophonte » (stade adulte) a une forme allongée et porte des tentacules à chacune de ses extrémités.
Ces animaux n'ont pas de pédoncule ; ils sont dépourvus de cils ; leurs tentacules, bien développées, en forme de massues épaissies aux extrémités, permet aux allantosomes d'adhèrer à différents types de ciliés et de les aspirer. Souvent, la proie est plusieurs fois plus grande que le prédateur.

## Liste des genres
Selon GBIF (5 mai 2023) :
- Allantosoma Gassovsky, 1919 genre type
  - Espèce type : Allantosoma intestinalis Gassovsky, 1919
- Arcosoma Jankowski, 1967
- Strelkowella Kornilova, 2004

## Systématique
Le nom valide de ce taxon est Allantosomatidae Jankowski, 1967.